# عمر بولاط
عمر بولاط (بالتركية: Ömer Bolat)‏ (مواليد 30 أغسطس 1963)، أكاديمي وسياسي تركي، عمل خلال مسيرته المهنية في ميادين الاقتصاد، والعلاقات الدولية، وإدارة الأعمال. وقد تولَّى منصب وزير التجارة في حكومة رجب طيب أردوغان الخامسة.
تشمل حصيلته الأكاديميًّة نحو ثلاثين تقريرًا، وأربعة كتب، وأكثر من ثلاثمائة مقال.

## التعليم
تخرَّج بولاط من كلية الاقتصاد والعلوم الإدارية بجامعة مرمرة عام 1984، حيث تخصص في مجال العلاقات الاقتصادية الدولية. ثم استوفى دراساته العليا في جامعة أمستردام بهولندا. وحاز على درجة ماجستير من معهد كيل للاقتصاد العالمي التابع لجامعة كيل في ألمانيا، حيث تخصص في الاقتصاد الدولي وإدارة الأعمال. حاز بعدها على درجة دكتوراه من معهد الدراسات الأوروبية التابع لجامعة مرمرة.

## المسيرة الأكاديمية
عيِّن بولاط أستاذًا مشاركًا تقديرًا لإسهاماته العلمية في عام 2014. ورقِّي إلى رتبة أستاذ في عام 2019. تولَّى بولاط تدريس مقرَّرات لطلبة الدراسات العليا في مجالات الاقتصاد الدولي، والإدارة، وإدارة الأعمال، وريادة الأعمال في جامعة إسطنبول صباح الدين زعيم خلال الفترة من سبتمبر 2015 حتى سبتمبر 2020. التحق بالهيئة الأكاديمية لجامعة إسطنبول التجارية بتاريخ 1 أكتوبر عام 2020، حيث درَّس مقرَّرين بعنوان ريادة الأعمال ونماذج الأعمال الجديدة، ونظريات القيادة.
تشمل حصيلته الأكاديمية نحو ثلاثين تقريرًا، وأربعة كتب، وأكثر من ثلاثمائة مقال.

## الخبرات المهنية
لم تقتصر مسيرة بولاط على الجانب الأكاديمي فحسب، بل امتدَّت إلى مضمار العمل المهني؛ إذ عمل باحثًا خبيرًا في مؤسسة التنمية الاقتصادية في الفترة ما بين عام 1982 وعام 1993. وشغل منصب الأمين العام لجمعية رجال الأعمال المستقلين (موصياد) في عام 1993. شغل مناصب محورية خلال فترة الخمسة عشر عامًا التي شغلها عضوًا في مجلس إدارة الجمعية، مثل مناصب الأمين العام، ونائب الرئيس، ورئيس الجمعية.
كما عمل بولاط كمنسق عام لمجموعة البيرق لمدة ثلاثة وعشرين عامًا من مايو 2000 حتى يونيو 2023. وله مساهمات في عدَّة مجلات اقتصادية تركية. علاوةً على ذلك، كان بولاط عضوًا في مجلس إدارة الشركة التركية للصناعات الجوية والفضائية.

## الانخراط السياسي
انخرط بولاط في العمل السياسي انخراطا فعَّالا، حيث شغل مناصب بارزة في حزب العدالة والتنمية. فقد كان عضوًا في اللجنة المركزية لاتخاذ القرار والإدارة من سبتمبر 2012 حتى سبتمبر 2015. كما ساهم في أعمال لجنة الفضيلة السياسية والأخلاق بالحزب بين عام 2015 وعام 2016.
عيَّنه الرئيس رجب طيب أردوغان وزيرًا للتجارة في عام 2023.

## الحياة الشخصية
بولاط متزوِّج، وعنده طفلان.